# Sheilla Castro
Sheilla Tavares de Castro, née le 1er juillet 1983 à Belo Horizonte, est une joueuse brésilienne de volley-ball évoluant au poste d'attaquante. Elle a totalisé 102 sélections en équipe du Brésil.

## Biographie
Avec l'équipe du Brésil de volley-ball féminin, elle est médaillée d'or olympique en 2008 à Pékin et en 2012 à Londres.

## Clubs
| Club                       | De        | À         |
| -------------------------- | --------- | --------- |
| Mackenzie E.C.             | 1997-1998 | 1999-2000 |
| Minas Tênis Clube          | 2001-2002 | 2003-2004 |
| Robursport Volley Pesaro   | 2004-2005 | 2007-2008 |
| São Caetano E.C.           | 2008-2009 | 2009-2010 |
| Rio de Janeiro Volêi Clube | 2010-2011 | 2011-2012 |
| Osasco Voleibol Clube      | 2012-2013 | 2013-2014 |
| Vakıfbank İstanbul         | 2014-2015 | 2015-2016 |
| Minas Tênis Clube          | 2019-2020 | …         |

## Palmarès

### Équipe nationale
- Jeux Olympiques
  -  2008 à Pékin.
  -  2012 à Londres.
- Championnat du monde
  - Finaliste : 2006, 2010
- Coupe du monde
  - Finaliste : 2007
- Grand Prix Mondial
  - Vainqueur : 2005, 2006, 2008, 2013, 2014, 2016.
  - Finaliste : 2010, 2011, 2012.
- World Grand Champions Cup (2)
  - Vainqueur : 2005, 2013.
  - Finaliste : 2009.
- Championnat d'Amérique du Sud
  - Vainqueur : 2003, 2005, 2007, 2009, 2011, 2013, 2015, 2019.
- Coupe panaméricaine
  - Vainqueur : 2009, 2011.
- Jeux Panaméricains
  - Vainqueur : 2011.
  - Finaliste : 2007.
- Championnat du monde des moins de 20 ans
  - Vainqueur : 2001.

### Club
- Championnat du monde des clubs
  - Vainqueur : 2012.
  - Finaliste : 2014.
- Ligue des champions
  - Finaliste : 2016.
- Championnat sud-américain des clubs
  - Vainqueur : 2012, 2020.
  - Finaliste : 2014.
- Coupe de la CEV (2)
  - Vainqueur : 2006, 2008.
- Championnat du Brésil (1)
  - Vainqueur : 2002.
  - Finaliste : 2013.
- Coupe du Brésil
  - Vainqueur : 2014.
  - Finaliste : 2008.
- Championnat d'Italie (1)
  - Vainqueur : 2008.
- Supercoupe d'Italie (1)
  - Vainqueur : 2006.
- Championnat de Turquie
  - Vainqueur : 2016.
  - Finaliste : 2015.
- Supercoupe de Turquie
  - Vainqueur: 2014.
  - Finaliste : 2015.
- Coupe de Turquie
  - Finaliste: 2015.
- Supercoupe du Brésil
  - Finaliste : 2019.

### Distinctions individuelles
- World Grand Champions Cup féminine 2005: Meilleure marqueuse et MVP.
- Coupe de la CEV féminine 2006 : Meilleure attaquante[3].
- Grand Prix Mondial de volley-ball 2006: MVP.
- Championnat d'Amérique du Sud de volley-ball féminin 2007: Meilleure attaquante.
- Grand Prix Mondial de volley-ball 2009: MVP.
- Championnat d'Amérique du Sud de volley-ball féminin 2011: MVP.
- Coupe panaméricaine de volley-ball féminin 2011: MVP.
- Jeux olympiques d'été de 2012: Meilleure serveuse.
- Championnat sud-américain des clubs de volley-ball féminin 2012: MVP.
- Championnat du monde des clubs de volley-ball féminin 2012: Meilleure marqueuse et MVP[4].
- Championnat d'Amérique du Sud de volley-ball féminin 2013: Meilleure pointue.
- Championnat sud-américain des clubs de volley-ball féminin 2014: Meilleure pointue.
- Grand Prix mondial de volley-ball 2014 : Meilleure pointue[5].
- Championnat du monde de volley-ball féminin 2014 : Meilleure pointue[6].
- Grand Prix mondial de volley-ball 2016:  Meilleure réceptionneuse-attaquante[7].